# Matthew Upson
Matthew James Upson (Suffolk, 18 april 1979) is een Engels voormalig betaald voetballer die bij voorkeur centraal in de verdediging speelde. Hij tekende in augustus 2011 een tweejarig contract bij Stoke City, dat hem in januari 2007 weghaalde bij West Ham United. West Ham maakte toen £6.000.000,- over aan Birmingham City FC, waar tot £1.500.000,- bij kon komen afhankelijk van zijn aantal gespeelde wedstrijden.
In het seizoen 2012-13 werd Upson door Stoke uitgeleend aan Brighton & Hove Albion, dat in de Championship actief was. Dat nam Upson na dat seizoen helemaal over. In 2014 keerde hij terug in de Premier League in het shirt van het dan net gepromoveerde Leicester City FC. Daar tekende hij op 35-jarige leeftijd een eenjarig contract.

## Interlandcarrière
Upson debuteerde op 22 mei 2003 als Engels international in de vriendschappelijke wedstrijd in en tegen Zuid-Afrika (1-2). Hij viel in dat duel in de rust in voor Rio Ferdinand.
Upson speelde van 1998 tot en met 2000 twaalf keer voor het Engels voetbalelftal onder 21 voor hij in 2003 onder bondscoach Graham Taylor zijn debuut maakte als Engels international. Hij speelde een handvol wedstrijden voor de nationale ploeg, maar nadat Taylor ontslag nam, deden zeven opeenvolgende Engelse bondscoaches geen beroep op hem. De in 2008 aangestelde bondscoach Fabio Capello haalde Upson terug bij het Engelse team. De Italiaanse oefenmeester nam hem twee jaar later ook mee naar het WK 2010, waaraan hij als reservespeler begon. Hij kwam voor het eerst in actie in de derde groepswedstrijd tegen Slovenië (0-1 winst), die hij van begon tot eind speelde. In de achtste finale tegen Duitsland (4-1 verlies) begon hij weer in de basis. Hij kopte bij een 2-0-achterstand de 2-1 in voor Engeland.

## Cluboverzicht
| Seizoen  | Club                     | Competitie      | Wedstrijden | Doelpunten |
| -------- | ------------------------ | --------------- | ----------- | ---------- |
| 1996-'97 | Luton Town               | Second Division | 1           | 0          |
| 1996-'97 | Arsenal                  | Premier League  | 0           | 0          |
| 1997-'98 | Arsenal                  | Premier League  | 5           | 0          |
| 1998-'99 | Arsenal                  | Premier League  | 5           | 0          |
| 1999-'00 | Arsenal                  | Premier League  | 8           | 0          |
| 2000-'01 | → Nottingham Forest      | First Division  | 1           | 0          |
| 2000-'01 | → Crystal Palace         | First Division  | 7           | 0          |
| 2000-'01 | Arsenal                  | Premier League  | 2           | 0          |
| 2001-'02 | Arsenal                  | Premier League  | 14          | 0          |
| 2002-'03 | → Reading                | First Division  | 14          | 0          |
| 2002-'03 | Birmingham City          | Premier League  | 14          | 0          |
| 2003-'04 | Birmingham City          | Premier League  | 30          | 0          |
| 2004-'05 | Birmingham City          | Premier League  | 36          | 2          |
| 2005-'06 | Birmingham City          | Premier League  | 24          | 1          |
| 2006-'07 | Birmingham City          | First Division  | 9           | 2          |
| 2006-'07 | West Ham United          | Premier League  | 2           | 0          |
| 2007-'08 | West Ham United          | Premier League  | 29          | 1          |
| 2008-'09 | West Ham United          | Premier League  | 37          | 0          |
| 2009-'10 | West Ham United          | Premier League  | 33          | 3          |
| 2010-'11 | West Ham United          | Premier League  | 30          | 0          |
| 2011-'12 | Stoke City               | Premier League  | 14          | 1          |
| 2012-'13 | Stoke City               | Premier League  | 1           | 1          |
| 2012-'13 | → Brighton & Hove Albion | Championship    | 20          | 1          |
| 2013-'14 | Brighton & Hove Albion   | Championship    | 44          | 2          |
| 2014-'15 | Leicester City           | Premier League  | 5           | 0          |

## Erelijst

### MetArsenal
| Nationaal               |    |         |
| Kampioen Premier League | 1x | 2001/02 |
| FA Cup                  | 1x | 2001/02 |
| FA Community Shield     | 1x | 2002    |